# Psychotria malayana
Psychotria malayana är en måreväxtart som beskrevs av William Jack. Psychotria malayana ingår i släktet Psychotria och familjen måreväxter. Inga underarter finns listade i Catalogue of Life.